# 不過就是世界末日
《不過就是世界末日》（法語：Juste la fin du monde）是一部2016年加拿大法語劇情片，為加拿大導演札維耶·多藍執導的第六部長片，改編自法國劇作家尚-呂克·拉高斯的同名舞台劇。本片入選第69屆坎城影展主競賽單元，並獲得評審團大獎。获得第42屆凱薩獎最佳导演、最佳男主角和最佳剪辑奖。

## 劇情
罹患重病的年輕作家返回和12年不見的家人相聚，並告訴他們自己將不久人世，沒想到此次返家卻引來家人間更多猜忌和緊張衝突。

## 演員
- 加斯帕德·尤利爾 飾 Louis/路易
- 娜塔莉·貝伊 飾 Martine，路易的妈妈
- 文森·卡索 飾 Antoine/安东，路易的哥哥
- 瑪莉詠·柯蒂亞 飾 Catherine，安东的妻子
- 蕾雅·瑟杜 飾 Suzanne，路易的妹妹

## 評價
《不過就是世界末日》在第69屆坎城影展首映後評價不佳，《銀幕》雜誌場刊分數只有1.4分（滿分4分），在21部競賽片中倒數第2名；最後於頒獎典禮，多藍爆冷獲頒評審團大獎，現場媒體紛紛以噓聲表達不滿。
烂番茄新鲜度46%，Metacritic上得到48分。

## 外部連結
- 互联网电影数据库（IMDb）上《不過就是世界末日》的资料（英文）
- 豆瓣电影上《不過就是世界末日》的資料 （简体中文）